# 彭蒂·埃斯科拉
彭蒂·埃里斯·埃斯科拉（芬蘭語：Pentti Eelis Eskola，1883年1月8日—1964年12月6日）是一位芬兰地质学家，专门研究花岗岩岩石学并发展了变质岩相的概念。他于1958年获得沃拉斯顿奖章并在1964年获得维特勒森奖，死后举行了国葬。绿铬矿（eskolaite）是以他的名字命名的矿物。
埃斯科拉出生在洪基拉赫蒂，是一个农民的儿子。他于1906年毕业于赫尔辛基大学，并于1914年获得博士学位，论文题目是奥里耶尔维地区的岩石学。埃斯科拉是威廉·拉姆齐的学生。他于1920-21年访问了挪威和美国，他在华盛顿特区的地球物理实验室工作，并在加拿大地质调查局工作，期间他考究了榴辉岩。他于1922年成为芬兰调查局的地质学家，并于1924年加入赫尔辛基大学担任地质学教授，一直工作到1954年。
埃斯科拉关于变质作用的主要工作受到他在23岁时阅读的雅各布·塞德霍尔姆的著作。他开始思考花岗岩和片麻岩的起源和形成，并想出了一种方法，可以在不同的压力和温度条件下对地层进行分类，从而实现不同的化学平衡。
埃斯科拉于1914年结婚。他的妻子曼迪·维罗（Mandi Wiiro）在去世前长期患病。他们的儿子马蒂（Matti，1916-1941）因在二战期间在俄罗斯前线阵亡所以先于他们去世，归还给父母的遗物只有一个钱包，里面装着他收集来种在他们家庭农场的苹果种子，埃斯科拉为纪念儿子而种植。
他的女儿派韦泰尔（Päivätär）成为了一名化学老师。
埃斯科拉还在一本关于世界观的书中讨论了哲学，并与哲学家罗尔夫·阿恩基尔（Rolf Arnkil）和西格弗里德·西雷纽斯（Sigfrid Sirenius）通信。